# Cheirostylis pingbianensis
Cheirostylis pingbianensis är en orkidéart som beskrevs av Kai Yung Lang. Cheirostylis pingbianensis ingår i släktet Cheirostylis och familjen orkidéer. Inga underarter finns listade i Catalogue of Life.